# Trittpflanzengesellschaften

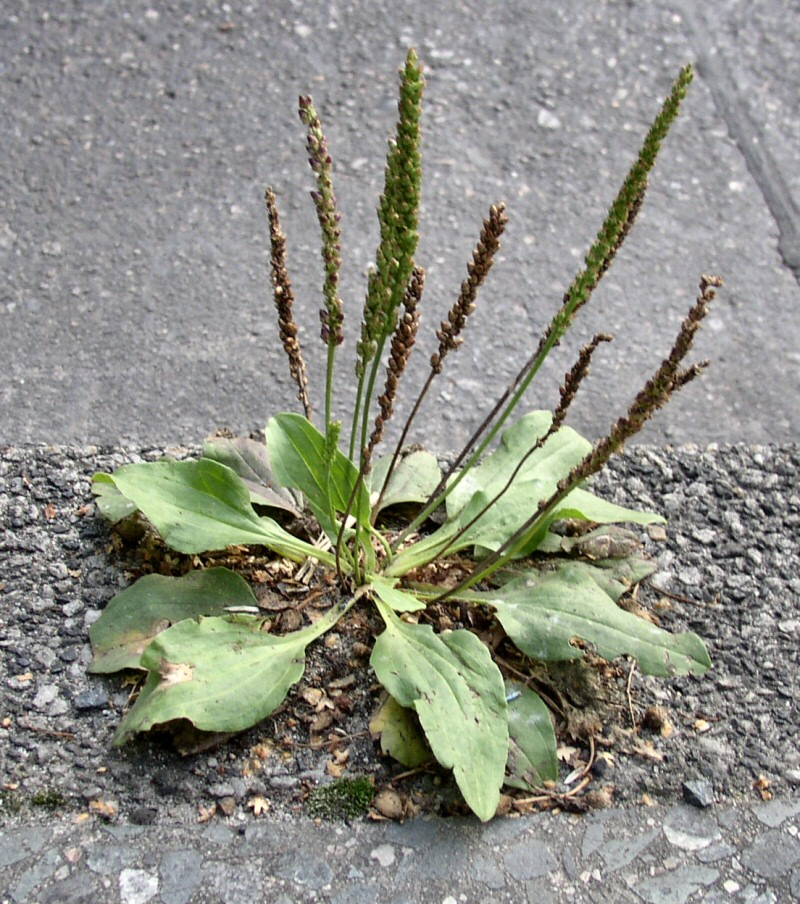
Der Breit-Wegerich (Plantago major) ist ein typischer Vertreter in den Trittpflanzengesellschaften.

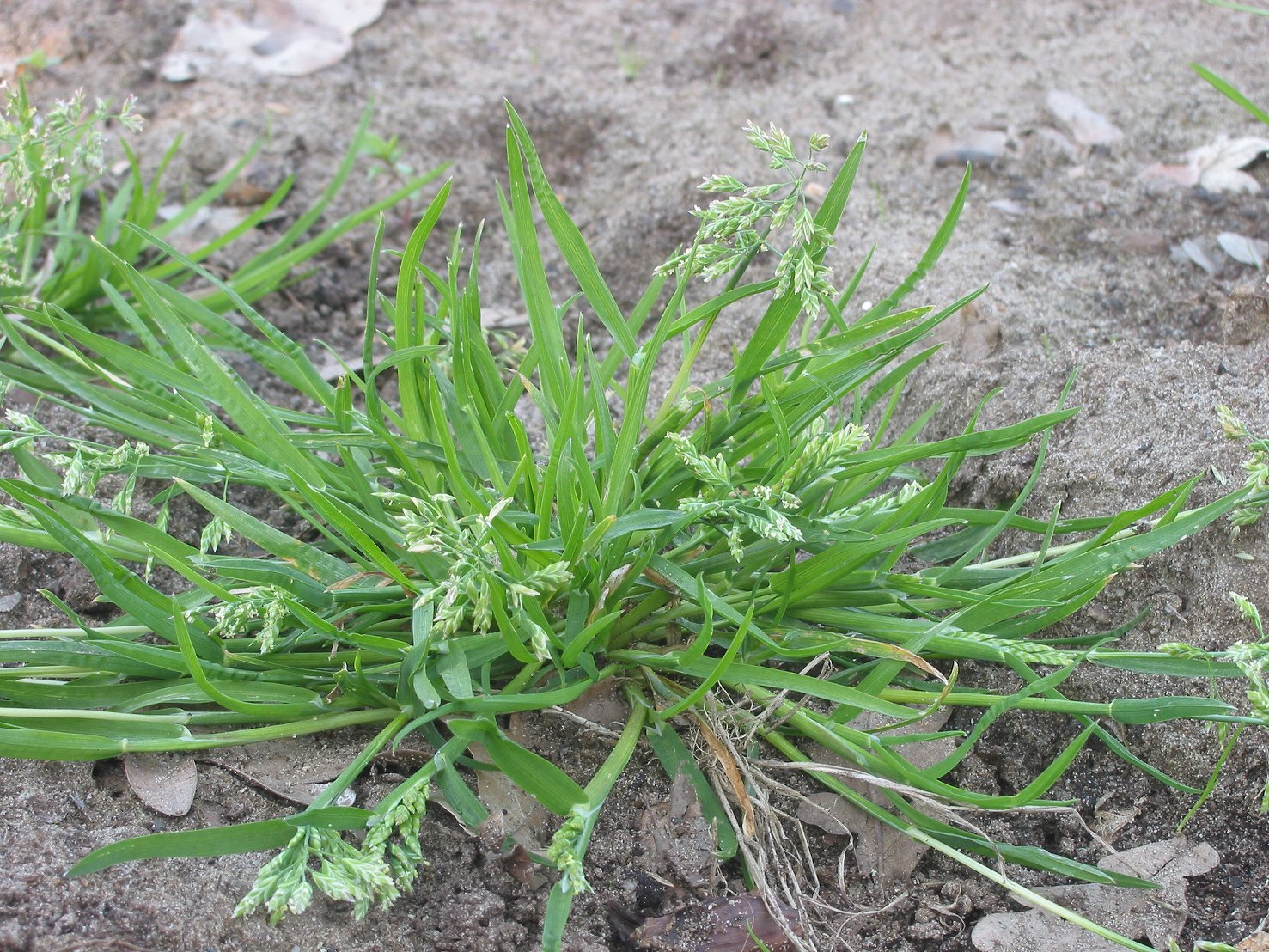
Einjähriges Rispengras (Poa annua)

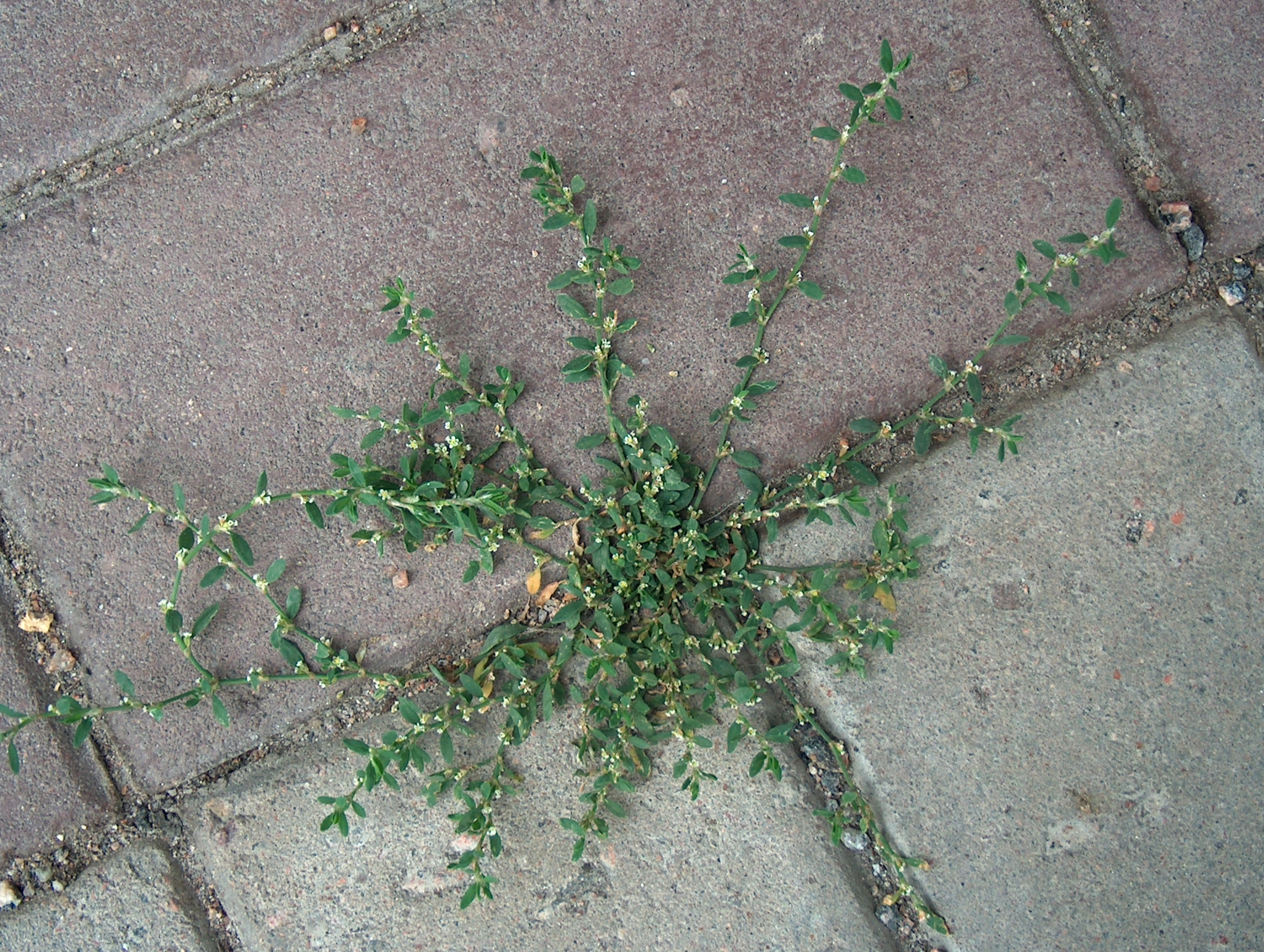
Vogel-Knöterich (Polygonum aviculare) in einer Pflasterritze wachsend.

Trittpflanzengesellschaften sind meist durch den Menschen bedingte Pflanzengesellschaften, die durch eine hohe mechanische Belastung durch Tritt gekennzeichnet sind. Sie werden meist in der Klasse Plantaginetea majoris R. Tx. 1950 zusammengefasst. Besonders häufig sind Trittpflanzengesellschaften in Siedlungsnähe anzufinden. Die häufigsten Pflanzenarten sind der Breit-Wegerich (Plantago major), das Einjährige Rispengras (Poa annua) und der Vogel-Knöterich (Polygonum aviculare).

## Trittpflanzen
Die Pflanzen der Trittpflanzengesellschaften sind meist niedrigwüchsig, lichtbedürftig und eher konkurrenzschwach. Sie können entweder Tritt vertragen oder sind so kleinwüchsig, dass sie den Tritt vermeiden können. Zu letzteren gehören Niederliegendes Mastkraut (Sagina procumbens) und Silbermoos (Bryum argenteum). Die Trittverträglichkeit beruht in vielen Fällen auf geringer Größe, bodennaher Verzweigung, rascher Regeneration und elastischem und gleichzeitig festem Gewebe. An stark betretenen Standorten gelangen die Pflanzen nicht zur Samenreife, der Samennachschub erfolgt von nahen, weniger stark gestörten Standorten. Trittpflanzen sind meist epizoochor. Neben der mechanischen Belastung durch den Betritt sind auch Bodenverdichtung und Sauerstoffarmut im Boden charakteristische Standortmerkmale. Diese beiden Merkmale teilen Trittpflanzengesellschaften mit Flussufer-Standorten, mit denen sie einige Arten gemeinsam haben. 
Zu den bezeichnenden Arten der Trittpflanzengesellschaften zählen: 
- Einjähriges Rispengras (Poa annua)
- Polygonum arenastrum (eine Kleinart des Vogelknöterichs)
- Breitwegerich (Plantago major)
- Schutt-Kresse  (Lepidium ruderale)
- Gänse-Fingerkraut (Potentilla anserina)
- Deutsches Weidelgras (Lolium perenne)
- Weiß-Klee (Trifolium repens)
- Strahlenlose Kamille (Matricaria discoidea)
- Niederliegender Krähenfuß (Coronopus squamatus)
- Silbermoos (Bryum argenteum)
- Niederliegendes Mastkraut (Sagina procumbens)
- Purpurstieliges Hornzahnmoos (Ceratodon purpureus)
- Kahles Bruchkraut (Herniaria glabra)
- Kleines Liebesgras (Eragrostis minor)
- Hundszahngras (Cynodon dactylon)

## Syntaxonomie
Die syntaxonomische Gliederung der Trittpflanzengesellschaften ist nicht einheitlich. Bis in die 1980er Jahre wurden alle Gesellschaften in der Klasse Plantaginetea majoris R. Tx. (1947) 1950 zusammengefasst mit der einzigen Ordnung Plantaginetea und mit dem einzigen Verband Polygonion avicularis. 
Eine alternative Gliederung stellt die Gesellschaften, die von einjährigen Pflanzen dominiert werden, in die Klasse Polygono arenastri-Poetea annuae, während die Gesellschaften mit vorwiegend ausdauernden Arten zu den Wiesen und Weiden (Molinio-Arrhenatheretea) gestellt werden. Hier werden sie entweder an die Weiden (Cynosurion) angeschlossen oder bilden eine eigene Ordnung Plantaginetalia majoris.

## Assoziationen
Zu den Trittpflanzengesellschaften werden unter anderen folgende Assoziationen gestellt:

### Lolio-Polygonetum arenastri
Wittig fasst hier Trittgesellschaften mitteleuropäischer Siedlungen zusammen, die durch Polygonum arenastrum, Poa annua und Plantago major charakterisiert sind. Häufig kommen auch Matricaria discoidea und Lolium perenne vor. Die Bestände wachsen am Rand von unversiegelten Parkplätzen, auf Hofflächen, als Spielplatz genutzten Brachflächen, auf Trampelpfaden, Wegen in Grünanlagen, an Straßenbanketten, um Baumscheiben und in stark betretenen Scherrasen. Die Gesellschaft wird auch als Lolium perenne-Plantago major-Gesellschaft bezeichnet.

### Lolio-Plantaginetum
Diese Gesellschaft mit Lolium perenne, Plantago major, Polygonum arenastrum und Poa annua ist die häufigste Trittpflanzengesellschaft Mitteleuropas. In wärmeren Gebieten ist auch die Schutt-Kresse (Lepidium ruderale) häufig vertreten. Entlang von Straßen mit Salzstreuung tritt der Gewöhnliche Salzschwaden (Puccinellia distans) hinzu. Auch der Gewöhnliche Löwenzahn (Taraxacum officinale) und das Hirten-Täschelkraut (Capsella bursa-pastoris) kommen als relativ trittresistente Rosettenpflanzen häufig vor, auch wenn sie ihren Schwerpunkt in anderen Pflanzengesellschaften haben. 

### Potentilla anserina-Gesellschaft
An feuchten Trittstellen, etwa auf den früher häufigen Gänseweiden oder an Dorfteichen, kommt das Gänse-Fingerkraut (Potentilla anserina) dominierend vor. Diese Gesellschaft leitet zu den Flutrasen über. 

### Plantagini-Polygonetum avicularis
In den am stärksten durch Tritt belasteten Standorten kommen vorwiegend Polygonum aviculare und Plantago major vor. 

### Mastkraut-Silbermoos-Gesellschaft

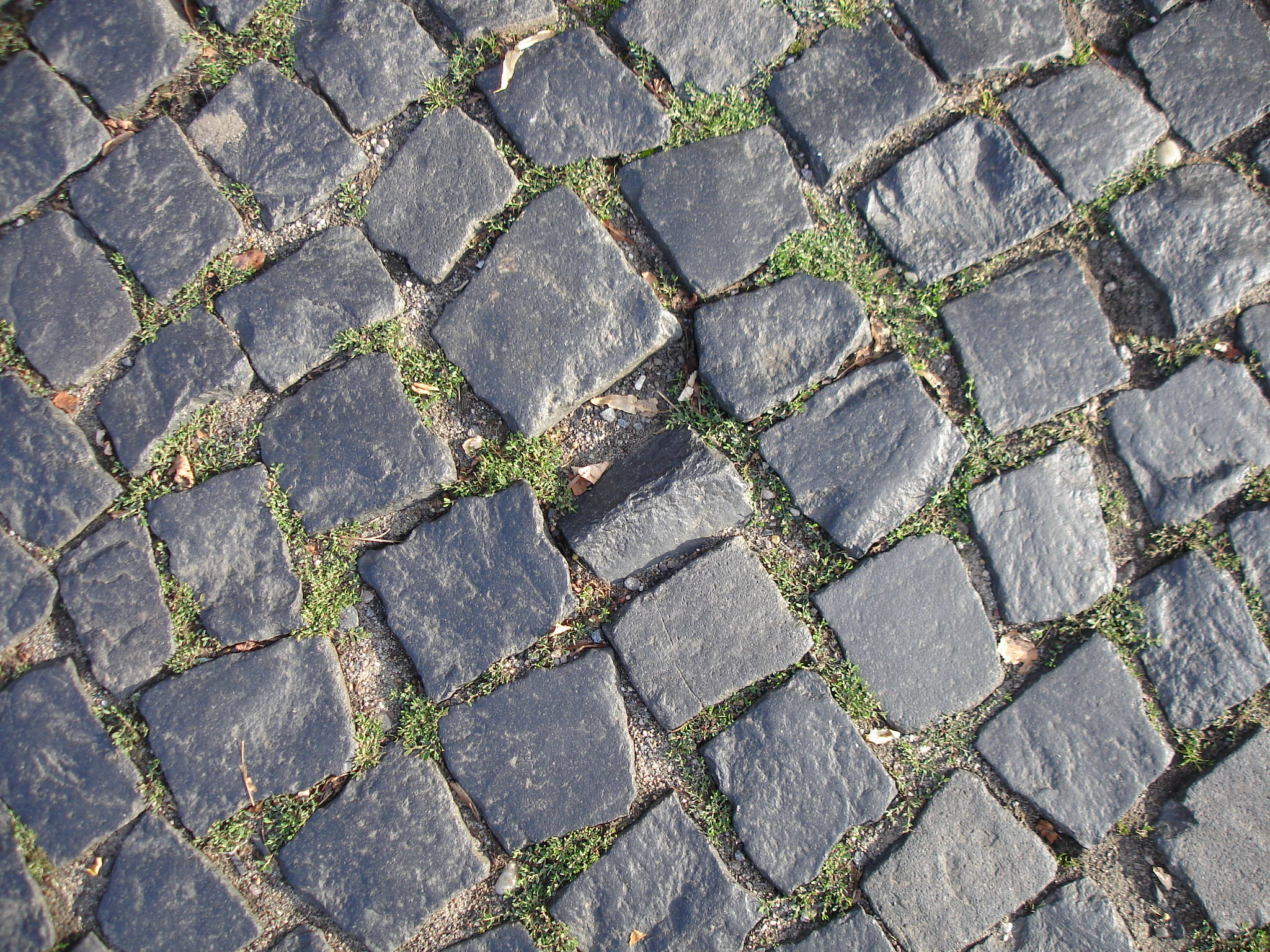
Mastkraut-Silbermoos-Gesellschaft zwischen Pflastersteinen, mit Polygonum aviculare, Sagina procumbens und Poa annua

In den atlantisch-subatlantisch beeinflussten Gebieten tritt in Städten das Sagino procumbentis-Bryetum argentei Diem. Sissingh et Westh. 1940 auf. Die Gesellschaft hat einen hohen Feuchtigkeitsbedarf und kommt in kontinentaleren Gebieten nur an schattigen Orten vor. Die beiden Arten, Niederliegendes Mastkraut (Sagina procumbens) und Silbermoos (Bryum argenteum), sind nicht trittresistent, sie wachsen in Spalten und Rissen und weichen so der Trittbelastung aus. 

### Poa annua-Gesellschaft
Poa annua dominiert an halbschattigen, nur mäßig betretenen Standorten, die zudem regelmäßig gejätet werden oder wo der Boden gelockert wird. Diese Gesellschaft kommt besonders an Baumscheiben, in ländlichen Gebieten und an unbefestigten Banketten der Gehsteige von älteren Villenvierteln vor. 

### Sclerochloo-Polygonetum avicularis
Die wärmeliebendste Trittpflanzengesellschaft ist das Sclerochloo-Polygonetum avicularis, der Hartgras-Trittrasen. Sie kommt vorwiegend auf Weinberg- und Feldwegen sowie an Sportplatzrändern, eher im südeuropäischen Bereich vor. Sie ist im Zurückgehen begriffen. Kennart und dominierende Art ist Sclerochloa dura.

## Belege
- Rüdiger Wittig: Siedlungsvegetation. Verlag Eugen Ulmer, Stuttgart 2008, ISBN 978-3-8001-5642-9, S. 112–121.
- Heinz Ellenberg: Vegetation Mitteleuropas mit den Alpen in ökologischer Sicht. 4., verbesserte Auflage. Verlag Eugen Ulmer, Stuttgart 1986, ISBN 3-8001-3430-6, S. 788–791.